# لیبری
لیبری (به ایتالیایی: Liberi) یک کومونه در ایتالیا است که در استان کسرتا واقع شده‌است.

## خصوصیات
لیبری ۱۷٫۴ کیلومترمربع مساحت و ۱٬۱۷۶ نفر جمعیت دارد و ۴۷۰ متر بالاتر از سطح دریا واقع شده‌است.